# Стоян Никифоров (юрист)
Вижте пояснителната страница за други личности с името Стоян Никифоров.
Стоян Петров Никифоров е български юрист, доктор.

## Биография
Роден е през 1867 г. в Ловеч. Той е най-малкият син в семейството от богат възрожденски търговски род. Негови братя са генерал Никифор Никифоров и политикът Христо Никифоров. Учи до трети клас в родния си град. Завършва гимназия в Дармщат и следва правни науки в Хайделберг, Германия, където се дипломира с докторат. След завръщането си в България е назначен в Русенския окръжен съд. Скоро след това се мести в Апелативния съд в София. Легационен съветник е във Виена, Париж, Лондон и др. Умира на 27 септември 1935 г.